# Lista de filmes portugueses de 1979
Lista de filmes portugueses de longa-metragem lançados comercialmente em Portugal em 1979, nas salas de cinema.
Notas: Na secção coprodução, passando o cursor sobre a bandeira aparecerá o nome do país correspondente.
| # | Filme                                      | Realização         | Género         | Estreia        | Coprodução |
| - | ------------------------------------------ | ------------------ | -------------- | -------------- | ---------- |
| 1 | Amor de Perdição - Memórias de uma Família | Manoel de Oliveira | Drama, romance | 25 de novembro | —          |
| 2 | As Horas de Maria                          | António de Macedo  | Drama          | 3 de abril     | —          |
| 3 | A Recompensa                               | Arthur Duarte      | Drama          | 26 de janeiro  | —          |